# Madame Édouard
Madame Édouard es una película de producción francesa, belga y luxemburguesa. Fue dirigida por Nadine Monfils en 2003, y protagonizada por Andréa Ferréol, Josiane Balasko, Didier Bourdon y Michel Blanc. Fue lanzada en 2004.